# Flos mundi
Flos mundi és la més extensa de les cròniques universals catalanes i arribava fins als temps del regnat de Martí I d'Aragó. L'únic exemplar que ha arribat fins als nostres dies s'atura, per mutilació, en l'episodi del Desafiament de Bordeus protagonitzat per Pere III d'Aragó "el Gran". L'estil es caracteritza per ser fortament llatinitzant i l'autor ha restat anònim, tot i que pels detalls que facilita, se'l relaciona amb el Llinatge de la Casa de Cervera, que l'hauria escrit vers el 1407.

## Manuscrit
Aquest exemplar es trobava a l'Arxiu Reial de Barcelona i en temps de l'Arxiver Reial Pere Miquel Carbonell, que en parla, el manuscrit encara era complet. Montfar i Sors ja el trobà mutilat quan el possessor, Jaume Ramon Vila, l'hi deixà examinar.